# ダイダロス 希望の大地
『ダイダロス 希望の大地』（英語名：Myn Bala、Warriors of the Steppe、カザフ語: Жаужүрек мың бала、Jaýjúrek MYN bala）は、アカン・サタイェフ監督、ティムール・ザクシリコフ脚本による2011年製作のカザフスタン歴史アクションアドベンチャー映画。ジュンガルとカザフとの間で戦った18世紀の戦争を描いている。 
ソ連からのカザフスタン独立20周年を記念して製作された。製作費のほぼ全額を政府が支援したことでも知られ、映画のエンドクレジットには「カザフスタンが独立国家になったのは、この戦いから約300年後である。ナザルバエフ大統領が長年の夢を叶えた形となった。」という文章が表示されるなど、政権支持色が濃い。その製作費は700万ドル（USD）を超えている。 
第85回アカデミー賞の最優秀外国語映画部門にエントリーされたが、最終的な候補にはならなかった。

## ストーリー
18世紀のカザフスタン。 平穏な暮らしをしていたカザフ族は、野蛮なモンゴル族（ジュンガル）に襲撃され、土地を奪われた。 それから数十年後。報復を誓うカザフ族の青年サルタイ（アシルハン・トレポフ）は、10代の勇士たちを率いて敵地に乗り込む。 それは祖国を取り戻すための戦いであった。

## キャスト
- アシルハン・トレポフ：サルタイ（カザフ語版） ‐ 幼いころに両親を目の前で殺害され復讐を誓う主人公。勇猛果敢な美男子。
- アリーヤ・アヌアルベク：ゼレ ‐ サルタイの住む村とは別の村で長を務めるラキムジャンの娘。サルタイとは相思相愛。
- アヤン・ウテプベルゲン：タイマス ‐ サルタイとコルランの幼馴染ながら、サルタイの高まる名声に嫉妬する。
- クラレイ・アナルペコヴァ：コルラン ‐ サルタイとタイマスの幼馴染であり、男顔負けの奮闘振りを見せる女戦士。